# Aoplus castaneus
Aoplus castaneus är en stekelart som först beskrevs av Johann Ludwig Christian Gravenhorst 1820.  Aoplus castaneus ingår i släktet Aoplus och familjen brokparasitsteklar. Arten är reproducerande i Sverige.

## Underarter
Arten delas in i följande underarter:
- A. c. nubeculosus
- A. c. nigriventris
- A. c. ichinosawensis
- A. c. ferrugineomarginatus